# Woody Woodpecker (seria filmowa)
Woody Woodpecker – amerykańska animowana seria krótkometrażowych filmów komediowych o dzięciołku Woodym stworzona przez Waltera Lantza w 1941 i 1972 roku, wyprodukowana w Walter Lantz Productions i dystrybuowana przez Universal Pictures.

## Wersja polska
W Polsce seria była emitowana w latach 1998-2001 przez RTL7 w paśmie Odjazdowe kreskówki z angielskim dubbingiem i polskim lektorem, którym był Henryk Pijanowski. 
- Wersja polska: RTL7
- Opracowanie i udźwiękowienie: PLEJADA
- Tekst: Zuzanna Szałajska, Małgorzata Hesko-Kołodzińska
- Czytał: Henryk Pijanowski

## Lista filmów
1940 (odcinek pilotażowy)
- Knock Knock

1941-1943 (Seria 1)
- Woody Woodpecker (1941)
- The Screwdriver (1941)
- Pantry Panic (1941)
- The Hollywood Matador (1942)
- Ace in the Hole (1942)
- The Loan Stranger (1942)
- The Screwball (1943)
- The Dizzy Acrobat (1943)
- Ration Bored (1943)

1944-1949 (Seria 2)
- The Barber of Seville (1944)
- The Beach Nut (1944)
- Ski for Two (1944)
- Chew-Chew Baby (1945)
- The Dippy Diplomat (1945)
- The Loose Nut (1945)
- Who's Cookin' Who? (1946)
- Bathing Buddies (1946)
- The Reckless Driver (1946)
- Fair Weather Fiends (1946)
- Musical Miniatures (1947)
- Smoked Hams (1947)
- The Coo-Coo Bird (1947)
- Well Oiled (1947)
- Solid Ivory (1947)
- Woody the Giant Killer (1947)
- The Mad Hatter (1948)
- Banquet Busters (1948)
- Wacky-Bye Baby (1948)
- Wet Blanket Policy (1948)
- Wild and Woody! (1948)
- Drooler's Delight (1949)

1951-1955 (Seria 3)
- Puny Express (1951)
- Sleep Happy (1951)
- Wicket Wacky (1951)
- Woodpecker in the Rough (1951)
- Slingshot 6 7/8 (1951)
- The Redwood Sap (1951)
- The Woody Woodpecker Polka (1951)
- Destination Meatball (1951)
- Born to Peck (1952)
- Stage Hoax (1952)
- Scalp Treatment (1952)
- The Great Who-Dood-It (1952)
- Termites from Mars (1952)
- What's Sweepin (1953)
- Buccaneer Woodpecker (1953)
- Operation Sawdust (1953)
- Wrestling Wrecks (1953)
- Belle Boys (1953)
- Hypnotic Hick (1953)
- Hot Noon (or 12 O'Clock for Sure) (1953)
- Awantura w Maroku / Socko in Morocco (1954)[1]
- Alley to Bali (1954)
- Under the Counter Spy (1954)
- Hot Rod Huckster (1954)
- Real Gone Woody (1954)
- A Fine Feathered Frenzy (1954)
- Convict Concerto (1954)
- Helter Shelter (1955)
- Witch Crafty (1955)
- Private Eye Pooch (1955)
- Bedtime Bedlam (1955)
- Square Shootin' Square (1955)
- Bunco Busters (1955)

1955-1961 (Seria 4)
- The Tree Medic (1955)
- After the Ball (1956)
- Get Lost (1956)
- Chief Charlie Horse (1956)
- Woodpecker from Mars (1956)
- Calling All Cuckoos (1956)
- Niagara Fools (1956)
- Arts and Flowers (1956)
- Woody Meets Davy Crewcut (1956)
- Red Riding Hoodlum (1957)
- Box Car Bandit (1957)
- The Unbearable Salesman (1957)
- International Woodpecker (1957)
- To Catch a Woodpecker (1957)
- Round Trip to Mars (1957)
- Dopey Dick the Pink Whale (1957)
- Fodder and Son (1958)
- Misguided Missile (1958)
- Watch the Birdie (1958)
- Half Empty Saddles (1958)
- His Better Elf (1958)
- Everglade Raid (1958)
- Dzięcioł i drzewa / Tree's a Crowd (1958)[2]
- Jittery Jester (1959)
- Tomcat Combat (1959)
- Woodpecker in the Moon (1959)
- The Tee Bird (1959)
- Romp in a Swamp (1959)
- Kiddie League (1959)
- Billion Dollar Boner (1960)
- Pistol Packin' Woodpecker (1960)
- Heap Big Hepcat (1960)
- Ballyhooey (1960)
- How to Stuff a Woodpecker (1960)
- Bats in the Belfry (1960)
- Ozark Lark (1960)
- Southern Fried Hospitality (1960)
- Fowled Up Falcon (1960)
- Poop Deck Pirate (1961)
- The Bird Who Came to Dinner (1961)
- Gabby's Diner (1961)
- Sufferin' Cats (1961)
- Franken-Stymied (1961)
- Help my Help (1961)

1961-1965 (Seria 5)
- Kierowca w autobusie / Busman's Holiday (1961)[3]
- Phantom of the Horse Opera (1961)
- Woody's Kook-Out (1962)
- Rock-a-Bye Gator (1962)
- Home Sweet Homewrecker (1962)
- The Little Bear (1962)
- Room and Bored (1962)
- Rocket Racket (1962)
- Nieuważny opiekun / Careless Caretaker (1962)[4]
- Fortunny magik / Tragic Magic (1962)[5]
- Voo-Doo Boo-Boo (1962)
- Crowin' Pains (1962)
- Historia Czerwonego Kapturka / Little Woody Riding Hood (1962)[6]
- Woody Robin Hood / Robin Hood Woody (1962)[7]
- Greedy Gabby Gator (1963)
- Pasażer na gape / Stowaway Woody (1963)[8]
- Polowanie na gwiazdę / The Shutter Bug (1963)[9]
- Coy Decoy (1963)
- The Tenant's Racket (1963)
- Poszukiwacz złota / Short in the Saddle (1963)[10]
- Tepee for Two (1963)
- Science Friction (1963)
- Calling Dr. Woodpecker (1963)
- Dumb Like a Fox (1964)
- Woody kowboj / Saddle-Sore Woody (1964)[11]
- Woody's Clip Joint (1964)
- Skinfolks (1964)
- Get Lost! Little Doggy (1964)
- Autostrada / Freeway Fracas (1964)[12]
- Roamin' Roman (1964)
- Three Little Woodpeckers (1965)
- Woodpecker Wanted (1965)
- Birds of a Feather (1965)

1965-1972 (Seria 6)
- Canned Dog Feud (1965)
- Straszna Janie / Janie Get Your Gun (1965)[13]
- Woody i Indianin / Sioux Me (1965)[14]
- What's Peckin (1965)
- Rough Riding Hood (1966)
- Spotkanie z leśniczym / Lonesome Ranger (1966)[15]
- Woody i magiczna fasola / Woody and the Beanstalk (1966)[16]
- Hassle in a Castle (1966)
- The Big Bite (1966)
- Astronut Woody (1966)
- Practical Yolk (1966)
- Potworna zabawa / Monster of Ceremonies (1966)[17]
- Dzielny Szeryf / Sissy Sheriff (1967)[18]
- Have Gun, Can't Travel (1967)
- The Nautical Nut (1967)
- Hot Diggity Dog (1967)
- Wielbiciel koni / Horse Play (1967)[19]
- Secret Agent Woody Woodpecker (1967)
- Czterolistna koniczynka / Lotsa Luck (1968)[20]
- Peck of Trouble (1968)
- Fat in the Saddle (1968)
- Woody rekonwalescent / Woody the Freeloader (1968)[21]
- Feudin Fightin-N-Fussin (1968)
- Magiczna lampa / A Lad in Bagdad (1968)[22]
- One Horse Town (1968)
- Wielka ryba / Hook Line and Stinker (1968)[23]
- Złośliwy komar / Little Skeeter (1969)[24]
- Rycerz Woody / Woody's Knight Mare (1969)[25]
- Tumble Weed Greed (1969)
- Ship A'hoy Woody (1969)
- Prehistoryczny akwizytor / Prehistoric Super Salesman (1969)[26]
- Fałszywy koń / Phoney Pony (1969)[27]
- Seal on the Loose (1970)
- Wild Bill Hiccup (1970)
- Coo Coo Nuts (1970)
- Rekord bezpieczeństwa / Hi-Rise Wise Guys (1970)[28]
- Buster's Last Stand (1970)
- All Hams on Deck (1970)
- Flim Flam Fountain (1970)
- Sleepy Time Chimes (1971)
- Rekrut z przypadku / The Reluctant Recruit (1971)[29]
- Jak złapać dzięcioła / How to Trap a Woodpecker (1971)[30]
- Woody i czary / Woody's Magic Touch (1971)[31]
- Kitty from The City (1971)
- The Snoozin' Bruin (1971)
- Shanghai Woody (1971)
- Synek wodza / Indian Corn (1972)[32]
- Gold Diggin' Woodpecker (1972)
- Pecking Holes in Poles (1972)
- Chili Con Corny (1972)
- Show Biz Beagle (1972)
- For the Love of Pizza (1972)
- The Genie With the Light Touch (1972)
- Bye, Bye, Blackboard (1972)